# Arvid Cube
Knut Arvid Johannes Cube, född 5 juli 1905 i Limhamn, död 3 oktober 1974, var en svensk konsthantverkare.
Cube studerade skulptur för Axel Ebbe och vid den danska Konstindustriskolan i Köpenhamn. Efter studierna anställdes han som formgivare vid Nyman & Nyman i Höganäs där han formgav skulpturala figurer och figuriner samt en del nyttoföremål i keramik, sten och brons. Under 1930-talet lämnar han Nyman & Nyman för ett jobb vid AB Nybrofabriken i Fröseke där han tillsammans med Ulla Skoogh formgav glasbrickor. Bland hans offentliga arbeten märks en dekorativ utsmyckning för AB Nybrofabriken. Hans konst består av nytto- och prydnadsföremål i keramik, glas, brons och sten. Cube signerade sina objekt A. Cube eller bara AC. Han var från 1938 gift med Astrid Hultman och far till Ulf Cube. 